# ティナ・ノルドストリョム

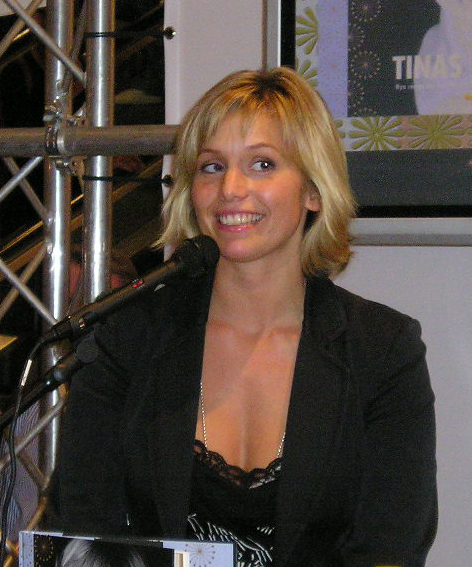
ティナ・ノルドストリョム (2006)

ティナ・ノルドストリョム（Tina Nordström、1973年8月6日 - ）は、スウェーデンの料理研究家、テレビ司会者。

## プロフィール
スウェーデン南部のスコーネ県ヴェッルーヴ（Välluv）出身。
スコーネ訛りで「イェッテギュオット！」（Jättegott、「とってもおいしい」の意。標準スウェーデン語ではイェッテゴットと発音する）と叫ぶのがトレードマークで、番組などで着用するおしゃれなエプロンでもよく知られている。
『Tinas mat（ティナの料理）』や『Tina』、『Jättegott Tina』などの料理本も出版しているほか、米国PBS製作の北欧料理番組『ニュー・スカンディナヴィアン・クッキング』（New Scandinavian Cooking）第3シーズンの司会を務めた。
アフターダークが2007年のメロディーフェスティバーレン準決勝で演奏した曲『(Åh) när ni tar saken i egna händer』の歌詞にも名前が登場し、ライブにも映像出演している。